# Municipio de Mouse River
El municipio de Mouse River (en inglés: Mouse River Township) es un municipio ubicado en el condado de McHenry en el estado estadounidense de Dakota del Norte. En el año 2010 tenía una población de 15 habitantes y una densidad poblacional de 0,16 personas por km².

## Geografía
El municipio de Mouse River se encuentra ubicado en las coordenadas 48°35′50″N 100°34′54″O / 48.59722, -100.58167. Según la Oficina del Censo de los Estados Unidos, el municipio tiene una superficie total de 93.15 km², de la cual 80,99 km² corresponden a tierra firme y (13,06 %) 12,16 km² es agua.

## Demografía
Según el censo de 2010, había 15 personas residiendo en el municipio de Mouse River. La densidad de población era de 0,16 hab./km². De los 15 habitantes, el municipio de Mouse River estaba compuesto por el 100 % blancos. Del total de la población el 0 % eran hispanos o latinos de cualquier raza.